# Gannia selenocephaloides
Gannia selenocephaloides är en insektsart som beskrevs av Rauno E. Linnavuori 1961. Gannia selenocephaloides ingår i släktet Gannia och familjen dvärgstritar. Inga underarter finns listade i Catalogue of Life.